# John Wells (Produzent)

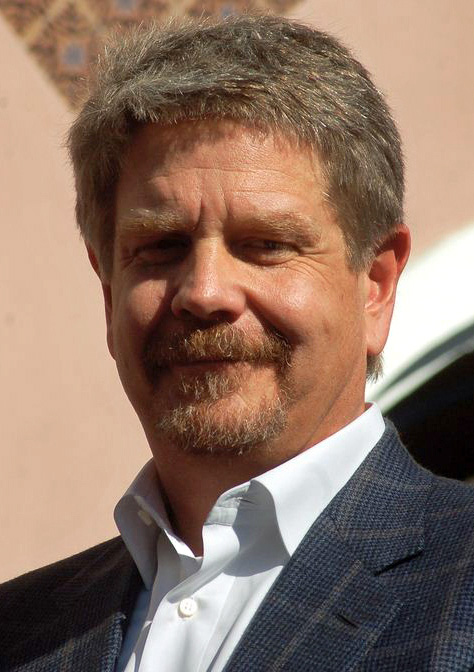
John Wells (2012)

John Marcum Wells (* 28. Mai 1956 in Alexandria, Virginia) ist ein US-amerikanischer Film- und Fernsehproduzent, Drehbuchautor sowie Film- und Fernsehregisseur. Bekannt ist er vor allem als Schöpfer der Fernsehserien Third Watch – Einsatz am Limit und Shameless.

## Leben
John Wells wurde im Mai 1956 in Alexandria, Virginia, geboren. Sein Vater war ein episkopalischer Priester. Seine Vorfahren stammen aus England, Irland, Schottland, Norwegen und Schweden. Er schloss 1979 die Carnegie Mellon School of Drama, eine der ältesten Theaterschulen Amerikas, erfolgreich ab.
Seine Karriere begann er als Produzent von verschiedenen Fernsehserien. Für Emergency Room – Die Notaufnahme und The West Wing – Im Zentrum der Macht, die auch in Deutschland erfolgreich waren, erhielt er 1996 bzw. von 2000 bis 2003 jeweils einen Emmy. Sein Debüt als Spielfilmregisseur gab er 2010 mit dem Filmdrama Company Men mit Ben Affleck, Kevin Costner, Chris Cooper und Tommy Lee Jones in den Hauptrollen. Sein zweiter Film als Regisseur, Im August in Osage County (2013) war eine Literaturverfilmung des gleichnamigen Bühnenstücks von Tracy Letts mit Julia Roberts und Meryl Streep in den Hauptrollen.
Johns Bruder Llewellyn Wells ist ebenfalls als TV-Produzent tätig.

## Filmografie (Auswahl)
Als Produzent
- 1987: Hübsche Mädchen explodieren nicht (Nice Girls Don’t Explode)
- 2002: Weißer Oleander (White Oleander)
- 2002: Der Dieb von Monte Carlo (The Good Thief)
- 2004: Ein Zuhause am Ende der Welt (A Home at the End of the World)
- 2005: Duma – Mein Freund aus der Wildnis (Duma)
- 2005: Doom – Der Film (Doom)
- 2010: Company Men (The Company Men)
- 2014: Love & Mercy
- 2015: Im Rausch der Sterne (Burnt)

Als Drehbuchautor
- 1989–1991: China Beach (Fernsehserie)
- 1992: Angel Street (Fernsehfilm)
- 1994–2009: Emergency Room – Die Notaufnahme (ER, Fernsehserie)
- 1998: Trinity (Fernsehserie)
- 1999–2005: Third Watch – Einsatz am Limit (Third Watch Fernsehserie, Schöpfer)
- 2002–2003: Presidio Med (Fernsehserie, Schöpfer)
- 2003–2006: The West Wing – Im Zentrum der Macht (The West Wing, Fernsehserie)
- 2006–2007: Smith (Fernsehserie, Schöpfer)
- 2010: Company Men (The Company Men)
- 2010–2011: Southland (Fernsehserie)
- 2011–2021: Shameless (Fernsehserie, Schöpfer)
- seit 2016: Animal Kingdom (Fernsehserie)

Als Regisseur
- 1998–2009: Emergency Room – Die Notaufnahme (ER, Fernsehserie)
- 2010: Company Men (The Company Men)
- 2011–2021: Shameless (Fernsehserie)
- 2013: Im August in Osage County (August: Osage County)
- 2015: Im Rausch der Sterne (Burnt)
- seit 2016: Animal Kingdom (Fernsehserie)

## Auszeichnungen und Nominierungen
Emmy – Awards
Nominierungen
- 1989: China Beach (Beste Drama-Serie)
- 1990: China Beach (Beste Drama-Serie)
- 1991: China Beach (Beste Drama-Serie)
- 1992: China Beach (Beste Drama-Serie)
- 1995: Emergency Room (Beste Drama-Serie)
- 1996: Emergency Room (Bestes Drehbuch einer Drama-Serie)
- 1997: Emergency Room (Beste Drama-Serie)
- 1998: Emergency Room (Beste Drama-Serie)
- 1999: Emergency Room (Beste Drama-Serie)
- 2000: Emergency Room (Bester Regisseur einer Drama-Serie)
- 2001: Emergency Room (Beste Drama-Serie)
- 2002: Emergency Room (Bestes Drehbuch einer Drama-Serie)
- 2004: The West Wing (Beste Drama-Serie)
- 2005: The West Wing (Beste Drama-Serie)
- 2006: The West Wing (Beste Drama-Serie)
- 2006: Mrs. Harris (Bester Fernsehfilm)
- 2011: Mildred Pierce (Beste Miniserie)

Ausgezeichnet
- 1996: Emergency Room (Beste Drama-Serie)
- 2000: The West Wing (Beste Drama-Serie)
- 2001: The West Wing (Beste Drama-Serie)
- 2002: The West Wing (Beste Drama-Serie)
- 2003: The West Wing (Beste Drama-Serie)

- 2012: Stern auf dem Hollywood Walk of Fame für seine Leistungen im Fernsehen